# Средець (Старозагорська область)
Среде́ць (болг. Средец) — село в Старозагорській області Болгарії. Входить до складу общини Опан.

## Населення
За даними перепису населення 2011 року у селі проживали 270 осіб.
Національний склад населення села:
| Національність   | Кількість осіб | Відсоток |
| ---------------- | -------------- | -------- |
| болгари          | 254            | 98,8%    |
| турки            | 3              | 1,2%     |
| цигани           | 0              | 0%       |
| інша             | 0              | 0%       |
| не визначились   | 0              | 0%       |
| Всього відповіли | 257            |          |

Розподіл населення за віком у 2011 році:
Динаміка населення: